# Saint Kitts i Nevis na Mistrzostwach Świata w Lekkoatletyce 2015
Saint Kitts i Nevis na Mistrzostwach Świata w Lekkoatletyce 2015 – reprezentacja Saint Kitts i Nevis podczas Mistrzostw Świata w Pekinie liczyła 3 zawodników, z których żaden nie zdobył medalu.

## Występy reprezentantów Saint Kitts i Nevis
| Konkurencja            | Zawodnik         | Runda 1  | Runda 1 | Półfinał | Półfinał | Finał    | Finał   |
| Konkurencja            | Zawodnik         | Rezultat | Pozycja | Rezultat | Pozycja  | Rezultat | Pozycja |
| ---------------------- | ---------------- | -------- | ------- | -------- | -------- | -------- | ------- |
| Bieg na 100 m mężczyzn | Antoine Adams    | 10,23    | 31.     | NQ       | NQ       | NQ       | NQ      |
| Bieg na 100 m mężczyzn | Kim Collins      | 10,16    | 26.     | NQ       | NQ       | NQ       | NQ      |
| Bieg na 100 m mężczyzn | Brijesh Lawrence | 10,40    | 39.     | NQ       | NQ       | NQ       | NQ      |
| Bieg na 200 m mężczyzn | Antoine Adams    | 20,75    | 39.     | NQ       | NQ       | NQ       | NQ      |